# Mob City
Mob City fue una serie de televisión estadounidense neo-noir creada por Frank Darabont para TNT. Se basa en la confrontación entre la L.A.P.D. y los gánsteres en los años ´40. Esta serie está basada en la novela de John Buntin, L.A. Noir. La serie se estrenó en los Estados Unidos, el 4 de diciembre de 2013. El 11 de febrero de 2014 TNT anunció que no renovaría por una segunda temporada.

## Argumento
Mob City se basa en una historia real de un conflicto que duró décadas entre el Departamento de Policía de Los Ángeles (a cargo del jefe de la policía William Parker) y criminales despiadados dirigidos por Bugsy Siegel, quien estaba a cargo de las operaciones de la mafia de Los Ángeles. La serie es un drama de ritmo rápido ambientada en Los Ángeles durante 1947, con breves visitas a la década de 1920 para mostrar la información a fondo. El período de la llamada noir en Los Ángeles fue una época de coches llamativos, estrellas de cine de un nuevo estilo, y nuevos comienzos. Sin embargo, también fue una época de mentiras y corrupción. La mitad de la policía de Los Ángeles fue liderada por las familias de la mafia con la ayuda de dinero, y había grandes lagunas en el sistema, que la mafia estaba aprovechando.

## Personajes

### Principales
- Jon Bernthal como el detective Joe Teague.
- Milo Ventimiglia como Ned Stax.
- Neal McDonough como William Parker.
- Alexa Davalos como Jasmine Fontaine.
- Jeffrey DeMunn como Hal Morrison.
- Robert Knepper como Sid Rothman.
- Jeremy Luke como Mickey Cohen.
- Gregory Itzin como Fletcher Bowron.
- Edward Burns como Bugsy Siegel.

### Secundarios
- Dana Gould como Tug Purcell.
- John Pollono como Pat Dolan.
- Daniel Roebuck como Nick Bledsoe.
- Andrew Rothenberg como Eddy Sanderson.
- Richard Brake como Terry Mandel.
- Iddo Goldberg como Leslie Shermer.
- Mike Hagerty como Fat Jack Bray.
- Michael McGrady como Clemence B. Horrall
- Gordon Clapp como Carl Steckler.
- Jeremy Strong como Mike Hendry.
- Paul Ben-Victor como Jack Dragna.
- Mekia Cox como Anya.
- James Hebert como Miles Hewitt.

### Estrellas Invitadas
- Simon Pegg como Hecky Nash.
- Ernie Hudson como Bunny.
- Patrick Fischler como Meyer Lansky.

## Episodios
| N.º | Título                 | Dirigido por   | escrito por                           | comienzo (USA)          | Rating (USA) (million) |
| --- | ---------------------- | -------------- | ------------------------------------- | ----------------------- | ---------------------- |
| 1   | A Guy Walks Into a Bar | Frank Darabont | Frank Darabont                        | 4 de diciembre de 2013  | 2.29                   |
| 2   | Reason to Kill a Man   | Frank Darabont | Frank Darabont                        | 4 de diciembre de 2013  | 2.29                   |
| 3   | Red Light              | Frank Darabont | Michael Sloane                        | 11 de diciembre de 2013 | 1.39                   |
| 4   | His Banana Majesty     | Guy Ferland    | David J. Schow                        | 11 de diciembre de 2013 | 1.39                   |
| 5   | Oxpecker               | Guy Ferland    | David Leslie Johnson                  | 18 de diciembre de 2013 | 1.35                   |
| 6   | Stay Down              | Frank Darabont | Frank Darabont & David Leslie Johnson | 18 de diciembre de 2013 | 1.35                   |

## Críticas
Mob City recibió críticas mixtas. Metacritic dio a la serie una puntuación de 63 sobre 100 basado en 33 opiniones. Rotten Tomatoes dio la serie con un 65% basado en 46 críticas; "la carta de amor de Frank Darabont al noir clásico, Mob City, es como una magnífica prostituta para el gángster; su fachada se siente un poco familiar, pero todo está en el lugar correcto y es impresionante a la vista ".